# Mischocyttarus costalimai
Mischocyttarus costalimai är en getingart som beskrevs av Zikan 1949. Mischocyttarus costalimai ingår i släktet Mischocyttarus och familjen getingar. Inga underarter finns listade i Catalogue of Life.